# هارولد كونولي
هارولد كونولي (بالإنجليزية: Harold Connolly)‏ هو صحفي وسياسي كندي، ولد في 8 سبتمبر 1901 في كندا، وتوفي في 17 مايو 1980. حزبياً، نشط في الحزب الليبرالي الكندي والحزب الليبرالي في نوفا سكوشا ‏. وقد انتخب عضو مجلس الشيوخ الكندي (28 يوليو 1955 – 14 مايو 1979) وانتخب عضو مجلس نواب نوفا سكوتيا (2 مارس 1936 – 28 يوليو 1955) وانتخب رئيس وزراء نوفا سكوتيا ‏ (14 أبريل 1954 – 29 سبتمبر 1954).